# كيث باربر (طبال)
كيث باربر (بالإنجليزية: Keith Barber)‏ هو طبال بريطاني، ولد في 17 أبريل 1947، وتوفي في 1 مايو 2005.